# Спінк (округ, Південна Дакота)
Шаблон:StateAbbr_ 44°56′ пн. ш. 98°21′ зх. д. / 44.94° пн. ш. 98.35° зх. д.
Округ  Спінк (англ. Spink County) — округ (графство) у штаті  Південна Дакота, США. Ідентифікатор округу 46115.

## Історія
Округ утворений 1873 року.

## Демографія
За даними перепису 2000 року загальне населення округу становило 7454 осіб, зокрема міського населення було 2946, а сільського — 4508. Серед мешканців округу чоловіків було 3857, а жінок — 3597. В окрузі було 2847 домогосподарств, 1933 родин, які мешкали в 3352 будинках. Середній розмір родини становив 3,05.
Віковий розподіл населення поданий у таблиці:
| Стать    | До 15 років | 15-21 | 22-29 | 30-39 | 40-49 | 50-65 | 65-85 | Понад 85 |
| -------- | ----------- | ----- | ----- | ----- | ----- | ----- | ----- | -------- |
| Чоловіки | 807         | 398   | 302   | 525   | 595   | 596   | 575   | 59       |
| Жінки    | 720         | 318   | 220   | 453   | 565   | 543   | 655   | 123      |

## Суміжні округи
- Браун — північ
- Дей — північний схід
- Кларк — схід
- Бідл — південь
- Генд — південний захід
- Фок — захід

## Виноски
1. ↑  US Decennial Census. US Census Bureau. Архів оригіналу за 12 травня 2015. Процитовано 28 березня 2015.
2. ↑  Historical Census Browser. University of Virginia Library. Архів оригіналу за 11 серпня 2012. Процитовано 28 березня 2015.
3. ↑  Forstall, Richard L., ред. (27 березня 1995). Population of Counties by Decennial Census: 1900 to 1990. US Census Bureau. Архів оригіналу за 28 грудня 2008. Процитовано 28 березня 2015.
4. ↑  Census 2000 PHC-T-4. Ranking Tables for Counties: 1990 and 2000 (PDF). US Census Bureau. 2 квітня 2001. Архів оригіналу (PDF) за 18 грудня 2014. Процитовано 28 березня 2015.
5. ↑  State & County QuickFacts. US Census Bureau. Архів оригіналу за 20 липня 2011. Процитовано 28 листопада 2013. [Архівовано 2015-09-05 у Wayback Machine.](англ.) Наведено за англійською вікіпедією.
6. ↑  American FactFinder. Бюро перепису населення США. Архів оригіналу за 26 лютого 2012. Процитовано 31 січня 2008. [Архівовано 2008-05-21 у Wayback Machine.]

| США | Це незавершена стаття з географії США. Ви можете допомогти проєкту, виправивши або дописавши її. |